# Masonia mitfordella
Masonia mitfordella är en fjärilsart som beskrevs av Chapman 1899. Masonia mitfordella ingår i släktet Masonia och familjen säckspinnare. Inga underarter finns listade i Catalogue of Life.